# 판이천

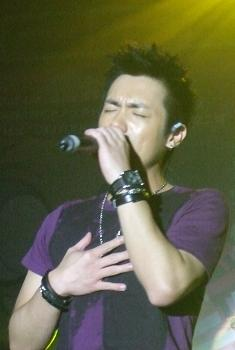

판이천(중국어: 范逸臣, 병음: Fàn Yìchén, 한자음: 범일신, 아미어: Lingas 린갓, 1978년 11월 3일 ~ )은 타이완의 배우, 영화배우, 작곡가 겸 작사가, 텔레비전 배우이다. 둥허향에서 태어났다.

## 방송
- K가 · 정인 · 몽
- 무해가격지 고수여림

## 영화
- 흑백조상관 (2017년)
- 국주 (2016년)
- 이커머스 타임스 (2015년)
- 아문적십년 (2015년)
- 파이팅 유스 (2015년)
- K가 · 정인 · 몽 (2013년)
- 분홍여랑 (2012년)
- 삼월정유감 (2012년)
- 폭주파, 여인 (2012년)
- 흉간설산 (2012년)
- 초안물조 (2012년)
- 야점궤담 (2012년)
- 무해가격지 고수여림 (2011년)
- 분수달인 (2011년)
- 갱스터 록 (2010년)
- 애도저 (2009년)
- 하이자오 7번지 (2008년)